# Carveol
El carveol és un alcohol monoterpenoide natural insaturat i monocíclic que es troba a l'oli essencial de la menta en forma de cis-(-)-carveol. És un líquid incolor soluble en olis, però insoluble en aigua i té una olor i sabor que recorden a les de la menta i l'alcaravia. En conseqüència, s'utilitza com a fragància en cosmètica i com a additiu de sabor a la indústria alimentària.
S'ha trobat que presenta quimioprevenció de carcinogènesi mamària (prevé el càncer de mama).
Un derivat alfa-trans-dihidroxi, (1R,2R,6S)-3-metil-6-(prop-1-en-2-il)ciclohex-3-en-1,2-diol, té una potent activitat anti-parkinson en models animals.